# Troy Dalbey
Troy Dalbey (n. 19 septembrie 1968, Cincinnati, Ohio, SUA) este un înotător american, medaliat olimpic. A participat la o ediție a Jocurilor Olimpice (1988) în care a câștigat 3 medalii de aur.